# Бритоголовые (телесериал)
«Бритоголовые» (англ. Romper Stomper), также более известен как «Скины» — австралийский криминально-драматический телесериал, созданный Джеффри Райтом, основанный на одноимённом фильме 1992 года и транслируемый на стриминговом сервисе Stan с 1 января 2018 года.
Сериал продолжает события фильма спустя 25 лет. В центре сюжета находится противостояние нескольких групп людей с абсолютно разными политическими и религиозными взглядами. Актёры Жаклин Маккензи и Джон Брамптон повторяют свои роли из фильма.
Премьера сериала состоялась на Stan 1 января 2018 года.

## Сюжет
В центре сюжета находится противостояние трёх совершенно разных сообществ с совершенно разными взглядами на жизнь и на людей: беженцев-мусульман, неонацистов и антифашистов. Однако, на фоне их ожесточённой политической борьбы друг с другом, в их рядах найдётся место и любви, и предательству, и дружбе.

## В ролях
- Тоби Уоллес — Кейн, молодой человек, который присоединяется к группе «Патриот Блю».
- Дэниэл Уилли — Вик
- Лачи Халм — Блейк Фаррон, лидер ультраправой группировки «Патриот Блю».
- Софи Лоу — Зои, жена Фаррона.
- Жаклин Маккензи — Габриэль Джордан, мать Кейна.
- Джон Брамптон — Магу
- Дэвид Уэнем — Яго Зорик, ведущий ток-шоу.
- Джереми Линдсэй Тейлор — Марко, офицер полиции.
- Маркелла Кавена — Синди, сводная сестра Кейна, сбежавшая из колонии для несовершеннолетних.
- Николь Шамун — Лейла Тахир, молодая студентка юридического факультета.
- Джулиан Марун — Фарид, парень Лейлы.
- Джэми Абдулла — Малик, брат Фарида.
- Лили Салливан — Петра, лидер антифашистской группировки «Антифашисты».
- Луис Корбетт — Томас, член группировки «Антифашисты».
- Кейден Хартчер — Стикс, друг Кейна.
- Фил Хейден — МакКью, преподаватель университета, связанный с антифашистами.

## Сезоны
| Сезон | Серии | Серии | Даты показа   | Даты показа     |
| Сезон | Серии | Серии | Первая серия  | Последняя серия |
| ----- | ----- | ----- | ------------- | --------------- |
| 1     | 6     | 6     | 1 января 2018 | 1 января 2018   |

## Эпизоды

### Сезон 1(2018)
| № общий | № в сезоне | Название                                                  | Режиссёр     | Автор сценария | Дата премьеры |
| --- | ---------- | --------------------------------------------------------- | ------------ | -------------- | ------------- |
| 1 | 1          | «Прибытие» «Arrival»                                      | Джеффри Райт | Джеффри Райт   | 1 января 2018 |
| Кейн и его друг Стикс спасают Блейка Фаррона, лидера ультраправой группировки «Патриот Блю», когда он подвергается нападению со стороны антифашистской группировки во время протеста на фестивале в Сент-Килде. Женщина на фестивале, Лейла Тахир, рискует стать мишенью, когда выступает против Фаррона в телевизионных новостях. Благодарный Блейк берёт парней под своё крыло и предлагает им работу водителей грузовиков в своём бизнесе по переработке отходов. Кейн заводит роман с женой Блейка, Зои, и избивает её бывшего партнёра, который продавал её за деньги на наркотики до того, как она встретила Блейка. Сестра Кейна, Синди, сбегает с двумя друзьями из колонии для несовершеннолетних. Позже Кейн приходит к своей матери, Габриэль Джордан, и говорит, что знает, кто его отец. |            |                                                           |              |                |               |
| 2 | 2          | «Если прольётся кровь» «If Blood Should Stain the Wattle» | Джеффри Райт | Джеймс Напье   | 1 января 2018 |
| Синди и её друзей преследует наряд полиции после их попытки угнать машину — двоих её друзей арестовывают, но сама Синди сбегает и проводит ночь на улице. Лейле звонит ведущий ток-шоу Яго Зорик, который приглашает её в качестве гостьи в свою программу «Без пощады». Она соглашается, но с удивлением обнаруживает, что Блейк тоже будет гостем, и шокирована, когда Яго обвиняет её в поддержке исламского терроризма. Кейн предлагает членам своей группировки организовать ночные патрули, чтобы защищать белых людей от тех, кого они считают «отбросами». Однажды утром они преследуют воровку, которой оказывается Синди. |            |                                                           |              |                |               |
| 3 | 3          | «Поэзия» «Poetry»                                         | Джеймс Напье | Малкольм Нокс  | 1 января 2018 |
| Синди присоединяется к «Антифашистам». Гейб просит своего любовника Марко, офицера федеральной полиции Австралии, установить наблюдение за Кейном и с ужасом видит, что тот связан с неонацистской группировкой. Блейк берёт свою группировку на тренировку по стрельбе в буше на территории Магу, где он унижает Кейна за отказ убить свинью, а затем угрожает ему из-за его романа с Зои. Позже той же ночью Кейн сталкивает Блейка с обрыва, убивая его. Вернувшись в Мельбурн, Кейн и Стикс навещают бывшего скинхеда Вика и докладывают ему: «Дело сделано». |            |                                                           |              |                |               |
| 4 | 4          | «Тёмная суть вещей» «The Dark Heart of Things»            | Джеймс Напье | Омар Муса      | 1 января 2018 |
| «Антифашисты» противостоят «Патриотам Блю» на похоронах Блейка, но Кейн и Вик готовы к этому и приходят с подкреплением и оружием, в результате чего Дэнни впадает в кому. Габриэль безуспешно пытается отговорить Кейна от участия в движении «White power». После стычки с двумя суданскими юношами Кейн и Вик отправляются к Магу, чтобы собрать оружие, в то время как Нодди похищают и пытают. Лейла присоединяется к «Антифашистам», чтобы разгромить дом Яго Зорика, не подозревая, что он уже умирает, поскользнувшись и ударившись головой. Кейн приходит и рисует на стенах исламские граффити. |            |                                                           |              |                |               |
| 5 | 5          | «Хаос» «Chaos»                                            | Даина Рейд   | Джеймс Напье   | 1 января 2018 |
| Петра и МакКью пытаются навести порядок после провального рейда в доме Зорика. Независимый депутат Джордж Анабасис рассматривает возможность поддержать законопроект об иммиграции после того, как осудил смерть Зорика как террористический акт. Пока «Антифашисиы» пытаются выследить Лейлу, чтобы заставить её замолчать, она связывается с Анабасисом, чтобы он их остановил. Вик и Магу обсуждают «работу», которую они планируют, чтобы заработать денег для дочери Магу. Габриэль пытается убить своего отца, Марко пытается завербовать Кейна в качестве информатора, Синди говорит Вику, что «Антифашисты» встретятся с Анабасисом, а Вик планирует убить его. Габриэль в последний раз обращается к Кейну, рассказывая ему шокирующую правду о его отце.                                    |            |                                                           |              |                |               |
| 6 | 6          | «Анабасис» «Anabasis»                                     | Даина Рейд   | Джеффри Райт   | 1 января 2018 |
| Габриэль уезжает из страны, а Вик и Магу продолжают свой план по убийству Джорджа Анабасиса, изготавливая пояс смертника для неизлечимо больного Магу, чтобы тот надел его на встречу выпускников, на которой выступает Анабасис. Синди, Петра и Томас направляются в лодочный сарай, как и Лейла с Фаридом. Все они надеются поговорить с Анабасисом. За «Антифашистами» следит полиция, но полицейские попадают в аварию и отменяют операцию. Марко бежит к лодочному сараю, но Зои убивает его выстрелом. Когда Кейн понимает, что Синди в лодочном сарае и план Вика идёт по плану, он бежит к реке, но опаздывает и видит, как взрывается бомба, убивая почти всех, кто находился внутри. |            |                                                           |              |                |               |

## Релиз
Все 6 эпизодов сериала стали доступны на стриминговом сервисе Stan 1 января 2018 года.
Права на международную трансляцию сериала в Азии, некоторых странах Европы, Латинской Америки и Северной Африки были проданы компании Sundance TV Global.